# 899 Jokaste
899 Jokaste è un asteroide della fascia principale del diametro medio di circa 27,69 km. Scoperto nel 1918, presenta un'orbita caratterizzata da un semiasse maggiore pari a 2,9111067 UA e da un'eccentricità di 0,1967093, inclinata di 12,47225° rispetto all'eclittica.
Il suo nome fa riferimento a Giocasta, madre di Edipo nella mitologia greca. Sposò il figlio secondo quanto predetto dall'oracolo di Delfi.